# Rue Quinault
La rue Quinault est une rue du 15e arrondissement de Paris.

## Situation et accès
La rue débute après la petite rue Auguste-Dorchain et se termine à l'intersection avec la rue Mademoiselle, la rue Pétel est alors dans son prolongement.

## Origine du nom
Elle porte le nom de l'auteur dramatique Philippe Quinault (1635-1688).

## Historique
La rue s'appelait anciennement « avenue du Théâtre », en référence au théâtre de Grenelle, elle est rebaptisée en 1864.

## Bâtiments remarquables et lieux de mémoire
- No 6 : église luthérienne de la Résurrection de Paris, inaugurée en 1866 et membre de l' Église protestante unie de France.
- No 8 : lycée professionnel Brassaï, fermé en 2023. Il était le seul établissement scolaire public parisien consacré à la photographie. Durant le ramadan 2024, il est réquisitionné pour l'exercice du culte musulman[2].